# Spellbound (Judy Collins)
| Recensione    | Giudizio |
| ------------- | -------- |
| Americana UK  | 10/10    |
| The Arts Desk | [ 3 ]    |
| Folk Alley    | [ 4 ]    |
| The Guardian  | [ 5 ]    |
| Holler        | 8,5/10   |
| Mojo          | [ 7 ]    |
| PopMatters    | [ 8 ]    |
| Uncut         | 7/10     |

Spellbound è il album in studio della cantante statunitense Judy Collins, pubblicata il 25 febbraio 2022 dall'etichetta discografica Cleopatra Records.

## Tracce
Testi e musiche di Judy Collins.
1. Spellbound – 3:37
2. Grand Canyon – 3:36
3. So Alive – 4:56
4. Hell on Wheels – 3:03
5. Shipwrecked Mariner – 3:59
6. When I Was a Girl in Colorado – 5:00
7. Thomas Merton – 4:47
8. Wild with Mist – 3:15
9. Gilded Rooms – 5:03
10. Prairie Dream – 5:09
11. City of Awakening – 3:26
12. Arizona – 5:57

Traccia bonus nella versione di CD
1. The Blizzard

Traccia bonus nella versione di LP
1. The Blizzard
2. Slow Burn
3. In the Twilight
4. Mountain Girl